# Forza Francesco!
Forza Francesco! è un album del 2001 di Francesco Baccini.

## Tracce
1. Chissà chi sarò – 4:00
2. Son resuscitato – 3:56
3. Quelli come me – 3:47
4. La Maria – 4:08
5. L'orso – 3:40
6. L'unica droga che ho – 3:32
7. Ti piacerebbe – 4:18
8. Vado a vivere in Norvegia – 4:01
9. Devo diventare come – 4:17
10. Ti amo con l'eco – 4:54
11. La ballata dell'amore cieco – 3:21 (Fabrizio De André)